# Chasing Banksy
Chasing Banksy è un film del 2015 diretto da Frank Henenlotter.

## Trama
Quartiere di Williamsburg, Brooklyn. Lo squattrinato Anthony lavora in un negozio di dischi per finanziarsi l'attività di guerrilla painting. Un giorno scopre che l'artista Banksy ha creato un certo numero di opere sui muri di New Orleans, in occasione del terzo anniversario dell'uragano Katrina. Convinto di poter portarsi via impudentemente una creazione di Banksy per poterla rivendere con gran profitto, anche a costo di dover tagliare la parete di un edificio, Anthony mette insieme una piccola squadra con cui dividerà i proventi della ricettazione, e raggiunge New Orleans. Ma aggirarsi per i quartieri distrutti dall'uragano e, soprattutto, tenere nascosto l'obiettivo della spedizione, si rivela essere un'impresa più ardua del previsto.

## Produzione
Il film è ispirato a una storia realmente accaduta all'attore e produttore Anthony Sneed.